# Braulio Aurelio Moyano
Braulio Aurelio Moyano (Villa Mercedes, provincia de San Luis, 21 de agosto de 1906 - Buenos Aires, 7 de julio de 1959) fue un científico, neurobiólogo y médico psiquiatra argentino de la Escuela neurobiológica argentino-germana, catedrático y Secretario General de Investigaciones Científicas de la República Argentina.
Si los trabajos de Christfried Jakob (Christofredo Jakob, 1866-1956) incluyen aportes centrales a la neurobiología y al estudio de las relaciones entre cerebro y psiquismo, similar posición se atribuye en la neuropsiquiatría y la patología argentinas a Braulio Aurelio Moyano, quien fuera sucesor y continuador de la labor de Jakob en Buenos Aires.
El Hospital Braulio Aurelio Moyano lleva su nombre.

## Principales contribuciones científicas
Muy joven y tempranamente en su carrera, en 1930, Braulio Moyano hizo conocer un opúsculo con aportes a la difícil coloración de la neuroglía y más tarde realizó su tesis doctoral acerca de las demencias seniles y preseniles.
En esta investigación y desde el punto de vista histopatológico, Braulio Moyano descubrió en 1931 que dos enfermedades, la demencia de Pick o esclerosis lobar progresiva y simétrica, y la demencia de Alzheimer, compartían en el cerebro ciertos enigmáticos ovillos y placas visibles al microscopio. Hoy debido a ello la medicina clasifica a ambas demencias dentro del mismo grupo, llamado "tauopatías".
Moyano también descubrió que el primer síntoma de la demencia de Pick es la pérdida del lenguaje interior: el enfermo no puede emplear su cerebro – que está transformado por la enfermedad – para producir esas sensaciones internas. Algo parecido ocurre si trenzamos dos dedos del medio de una de nuestras manos y la colocamos a la espalda: si nos preguntan cuál de las dos puntas quedó más atrás y cuál más adelante, nos cuesta darnos cuenta. Igualmente cuando la mencionada demencia empieza a transformar la estructura habitual de nuestro cerebro, nos cuesta seguir usándolo con precisión para componer las frases que pensamos.
Braulio Moyano también descubrió un método para perfeccionar el procedimiento empleado para teñir las fibras del cerebro antes de examinarlas al microscopio. El importantísimo procedimiento inventado por el científico alemán Carl Weigert en Leipzig en 1882 era muy lento (toma varias semanas) y Moyano, introduciendo ciertas modificaciones, desarrolló el método de hacerlo a congelación. Desde entonces se emplazan tubos con aire a presión junto a las máquinas para cortar segmentos cerebrales. Esas máquinas, llamadas micrótomos, funcionan como una cortadora de fiambrería de altísima precisión para lograr cortes delgadísimos, de pocos milésimos de milímetro de espesor. El aire soltado encima del trozo de cerebro que se está cortando lo congela, y por este método logró Moyano revelar importantísimas estructuras cerebrales afectadas por diversas patologías.
En 1935, junto a otro discípulo de Jakob, Roque Orlando, Braulio Moyano descubrió el mecanismo causal o patogenia del signo de Argyll Robertson. Esta patología había sido descripta en 1869 por el científico europeo que le dio su nombre, y conlleva la abolición del reflejo pupilar a la luz con conservación del reflejo a la acomodación. Moyano y Orlando demostraron que este curioso fenómeno, señal típica de ciertas enfermedades, se debe a la desmielinización de las fibras nerviosas que inervan el iris, produciendo la contracción del mismo.
Junto con otro discípulo de Jakob, Gonzalo Bosch, Braulio Moyano enfrentó la incógnita de por qué en la tercera etapa de la sífilis resulta eficaz la malarioterapia o cura palúdica, descubrimiento por el que Wagner von Jauregg había recibido el premio Nobel de medicina. Consiste en retardar o detener la demencia paralítica inoculando la malaria o paludismo. Bosch y Moyano publicaron en 1941 un detallado informe sobre el mecanismo de acción de la malarioterapia. Estas investigaciones tienen vinculación con la enfermedad del sueño o encefalitis letárgica y, junto a otras cuestiones pendientes de explicación en materia de amnesias, tuvieron gran importancia, dentro de la Escuela neurobiológica argentino-germana, para promover los desarrollos científicos acontecidos tras la muerte de Jakob (1956) y de Moyano (1959).
Braulio A. Moyano escribió numerosas obras especializadas, como Histopatología de la esclerosis lobar progresiva y simétrica (1931), Demencia senil y demencias preseniles (1933), Patogenia del signo de Argyll-Robertson en la parálisis general (1935), Las lesiones de la oliva bulbar en la parálisis general progresiva (1936), Sobre la anatomía patológica de la parálisis infantil (1936), Anatomía patológica de la arterioesclerosis cerebral (1938), Sobre el mecanismo de acción de la cura palúdica en la parálisis general progresiva (en colaboración con Gonzalo Bosch), y Anatomía patológica de las enfermedades mentales, obra de 1944 por la que se le distinguió el Premio Nacional de Ciencias Aplicadas a la Medicina.
Más allá de su labor científica, fue también un gran impulsor de la renovación de la enseñanza de la ciencia anátomo-patológica. Braulio Moyano pretendió aunar el estudio de la anatomía patológica con la medicina clínica y la genética. Sus comunicaciones en este sentido también tuvieron resonancia internacional. Contribuyó asimismo al proyecto de terapia ocupacional familiar para jóvenes de la calle con deterioro mental de base orgánica, de Salomón Chichilnisky (1895-1971).

## Su vida
Braulio Aurelio Moyano es descripto como un trabajador incansable, muy versado en la histopatología. Pero su trabajo, casi siempre, fue el de un médico interno, y pocas veces se lo veía en sociedad. Como estudiante discípulo de Jakob, se formó con él como investigador en el Laboratorio de Neurobiología del Hospital Nacional de Alienadas y luego viajó a Europa. Allí completó su formación junto a grandes científicos con quienes luego mantuvo estrecha amistad de por vida, como Hugo Spatz, Max Hallervorden y Pío del Río Hortega. A su regreso al país, continuó con ahínco su labor docente y científica junto a Christofredo Jakob. Con el tiempo dirigiría el laboratorio que este tuviera a su cargo en el hospital neuropsiquiátrico de varones, mientras su maestro Jakob había pasado a dirigir el laboratorio ubicado en el de mujeres.
El profesor Moyano era de carácter humildísimo, dedicado completamente a la investigación. Para ello optó por vivir en el hospital neuropsiquiátrico que lleva su nombre y no casarse.  Otros investigadores de gran fuste como el mismo Christofredo Jakob y Mario Crocco también lo harían antes y después de Moyano, pero en algún momento dejaron esa inmersión completa.
Moyano fue Secretario General de Investigaciones Científicas en la entonces Secretaría de Salud Pública de la Nación y tenía a su cargo funciones de cátedra como Profesor Adjunto de Psiquiatría, una sala de dementes en el hoy Hospital Moyano y el Laboratorio en el hoy Hospital Borda, donde durante unos años su vicejefe fue Arturo Carrillo. Éste era hermano menor de Ramón Carrillo, íntimo amigo de Moyano desde los años de estudiante universitario y de su misma edad. Ni bien Ramón Carrillo asumió con rango de ministro de Salud de la Nación, requirió a Moyano que lo acompañara como su segundo. Moyano declinó, aduciendo que no servía para trabajar en tan altas funciones. Nombrado Secretario General de Investigaciones Científicas, estableció su despacho en la habitación del manicomio donde vivía; en 1944, cuando cobró una importante suma por el mencionado premio nacional, la donó para comprar una casa para su familia en San Luis, adonde Moyano apenas tenía tiempo de acudir.
Disgustado por los cambios en la administración científica sobrevinientes tras la revolución militar de 1955, Moyano pasó su último mes de vida muy pensativo, contemplando el invierno desde los ventanales del laboratorio a su cargo en el Hospital Borda donde antes investigara su maestro el sabio germano-argentino Christofredo Jakob, hoy Centro de Investigaciones Neurobiológicas y monumento histórico nacional. Cuando falleció, Moyano apenas contaba 53 años. El Hospital Nacional de Alienadas hoy lleva su nombre.